# María Gembero Ustárroz
María Gembero Ustárroz (Pamplona, 18 de febrer de 1959) és una historiadora i musicòloga navarresa.
Natural de Pamplona, i especialista en la música de Navarra, va rebre formació i es va llicenciar en Història a la Universitat de Navarra el 1981 i aquell mateix any va obtenir, també, el Títol Professional de Piano al Conservatori "Pablo Sarasate" de Pamplona. Deu anys més tard, el 1991, es va doctorar en Musicologia a la Universitat de Granada, amb la tesi La música a la catedral de Pamplona durante el siglo XVIII, publicada per la mateixa Universitat en 1992. Va ser premi fi de carrera de Piano i també va obtenir l'extraordinari de llicenciatura i el Premi de Recerca i Estudis Musicològics Rafael Mitjana (1992).
Entre els anys 1982 i 1991 va exercir com a professora de Piano i catedràtica d'Estètica i Història de la Música al Conservatori Pablo Sarasate de Pamplona, i entre el 1991 i el 2007 com a professora d'Història i Ciències de la Música a la Universitat de Granada. En paral·lel, ha ofert nombrosos concerts de música de cambra i ha col·laborat en activitats desenvolupades per la capella de música de la catedral de Pamplona, l'orquestra Santa Cecília i la del Conservatori de Pamplona.
És autora de nombrosos estudis i llibres musicals com La formación musical de Sebastián de Alberro (1722-1756), La música en Navarra en el siglo XVIII: estado de la cuestión y problemática para su estudio, La música de los espectáculos públicos pamploneses del siglo XVIII, La música en la catedral de Pamplona durante el siglo XVIII i El patronazgo ciudadano en la gestión de la música eclesiástica: la parroquia de San Nicolás de Pamplona (1700-1800). És també una col·laboradora de l'Enciclopèdia General Il·lustrada del País Basc i ha publicat en prestigioses revistes i editorials europees i americanes, i darrerament està desenvolupant una exhaustiva investigació sobre la música en l'Arxiu General d'Índies de Sevilla. Gembero també ha escrit la primera història general de la música en Navarra, Navarra. Música, editat pel Departament de Cultura del Govern de Navarra.
Des del 2007 Científica Titular del Consell Superior d'Investigacions Científiques (CSIC) a la Institució Milà i Fontanals de Barcelona, dins de l'àrea de Musicologia. Les seves línies de recerca principals són la Història de la música espanyola (segles XVI-XIX), i les relacions entre Espanya i Hispanoamèrica durant l'època colonial, el patrimoni musical espanyol i la història musical de Navarra. Actualment està treballant en els projectes "Llibres de polifonia hispana (1450-1650): catàleg sistemàtic i context historicocultural" i "Fons de Música Tradicional CSIC-IMF". Des de l'any 2014 és la directora de la col·lecció "Monumentos de la Música Española".